# チャールズ・イングリス
チャールズ・イングリス（1731年ごろ－1791年10月10日）はイギリス海軍の士官である。オーストリア継承戦争、七年戦争、そしてアメリカ独立戦争に従軍し、後に青色少将に昇進した。
ジェントリの家に生まれ、海軍では順調な出だしを切った。最初はジョージ・ブリッジズ・ロドニー艦長の指揮のもと、第二次フィニステレ岬の海戦に共に参戦したが、オーストリア継承戦争の末期からしばらく、乗艦できない時があった。その後、おそらくは家族の友人や縁故により新しい役職を得て、七年戦争中に海尉に昇進した。何隻かの軍艦で任務に就いた後、フランス沖の艦隊で初めて指揮を執った。その艦隊のうち1隻の艦長は、かつての上司であるロドニーだった。戦争が終わり、イングリスにとって一時的な活動休止期間が訪れたが、1770年のフォークランド危機で、短期間ではあったが軍艦を就役させた。
アメリカ独立戦争の勃発と共に、海軍に戻り、カリブ海で巨大なスペインの私掠船を拿捕した。1781年にはサミュエル・フッドの艦隊の一員としてセント・キッツの戦いに参戦し、翌1782年には、セインツの海戦に赴いた。この時も、提督となったロドニーと共にフランス艦隊を破った。独立戦争末期には小艦隊の指揮官に任命され、航海中にフランスのフリゲート艦を拿捕するなど、いくつかの成功を収めた。独立戦争が終わるころに退役し、1790年に海軍少将に昇進して、その翌年に没した。

## 海軍入隊と二つの戦争
イングリスは1731年ごろ、2代準男爵サー・ジョン・イングリスと妻アンの四男として生まれた。母のアンは、オーミストン卿アダム・コックバーンの娘だった。1745年、イングリスは海軍に入隊した。最初は40門艦ルドロウ・キャッスルで、ジョージ・ブリッジズ・ロドニー艦長のもと任務に就いた。翌年、ロドニーと共に60門艦イーグルに移った。ロドニーはこの艦で数度の有益な航海を行った。その航海で、1747年の6月にはフランスの護送船団から4隻を拿捕し、1747年10月25日、第二次フィニステレ岬の海戦で、少将エドワード・ホークとデシェルビエ・ド・レタンデュエルの交戦の際に、ホークの指揮のもと戦った。このフランス船拿捕や、第二次フィニステレ岬の海戦で、イングリスは実戦を目の当たりにした。イーグルはフランスの70門艦ネプチューンとの激戦でかなりの損失を被った。1748年の8月、アーヘンの和約の締結と共に退役となり、乗るべき艦を失ったイングリスは、1750年まで無役だった。その後50門砲のタヴィストックに乗り、艦長フランシス・ホルボーンのもとで任務に就いた。イングリスの伝記作者P. K. クリミンは、ホルボーンもイングリス同様にスコットランドのローランド地方の出身であり、この時は、イングリスのおじで、海軍卿のジョン・コクバーンをはじめとする支援者のつながりによって職を紹介されたのだろうとしている。コクバーンは1727年から1732年までと、1742年から1744年と2度海軍卿を務め、イングリス一家の友人である2代男爵ジョン・クラークも大きな政治的影響力を持っていた。

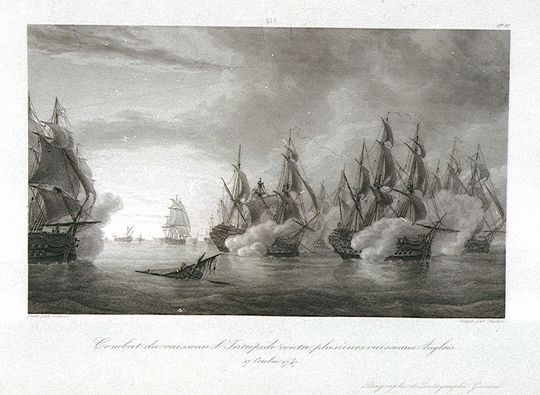
第二次フィニステレ岬の海戦

1755年2月6日、イングリスは海尉の試験に合格した。海軍に入隊して10年が過ぎていた。エイブラハム・ノース艦長のもとで74門艦のモナークに乗り、1756年の4月までには74門艦のマグナニームに異動して、ウィテューロング・テイラー艦長のもとで任務に就いた。次にイングリスはテイラーと共にマルバラ、そして1757年の6月3日には84門艦ロイヤル・ウィリアムに乗艦した 。その後指揮官となって、1757年6月17日、14門艦のスループであるエスコート（エスコルト）で、初めて単独で指揮を執った。当初イングリスは、1757年9月の、ホークのロシュフォール遠征の支援をしていたが、結局この遠征は失敗に終わった。次に1759年6月、新しい臼砲艦カルカスに乗り、翌月のル・アーヴル攻撃を支援した。この時の最高指揮官は、イングリスのかつての上司であるロドニーだった 。この遠征は成功して、港に集結していた多くの平底船を破壊し、このため、フランスのイギリス本土侵攻計画は挫折した 。カルカスは1759年5月に、地中海へ航行した2隻目の艦として記録されたが、翌年にはイギリスに戻り、シアネスで1760年に退役した。

## 七年戦争後の任務

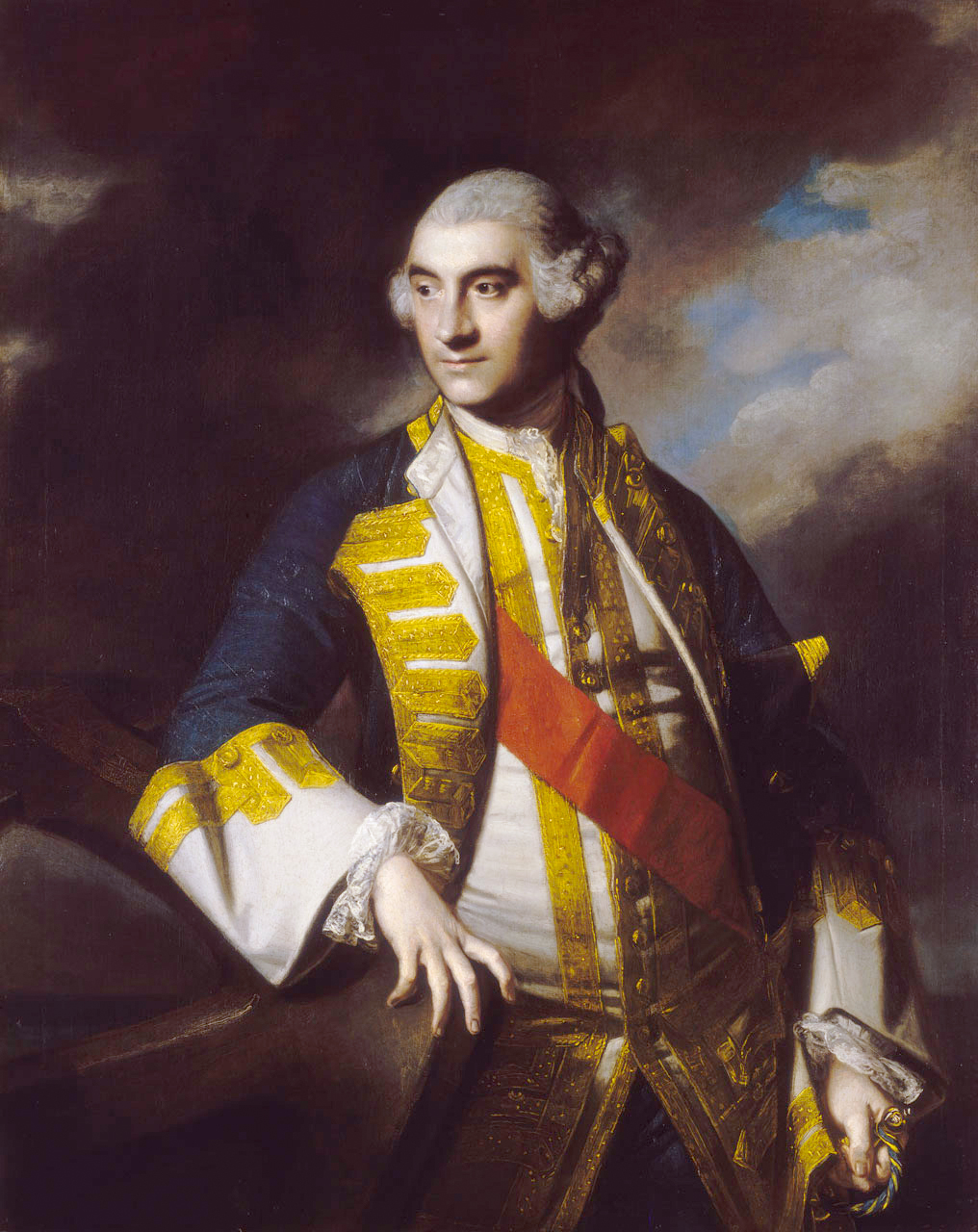
チャールズ・ソーンダース

この戦闘からほどなくして、イングリスはポストキャプテン（肩書のみでなく職権を有する大佐）となり、1761年12月15日に80門砲のニューアークニューアークの指揮官に任命された。1762年1月、准将サー・パーシー・ブレットの幅広の代将旗をかかげて、ニューアークは地中海へ向かった。スペインの参戦を見越して、チャールズ・ソーンダース提督の支援を行うためだった。艦隊としての戦闘はなかったが、1762年、ニューアークは地中海にとどまり、ミノルカ島の再占領の支援をした。しかし最終的にこの島は、パリ条約の条件に基づいてイギリスに返還された。イングリスは条約締結後、ニューアークでイギリスへ戻り、1763年8月にこの艦は退役となった。
このため、イングリスは再び乗るべき艦を失い、1770年9月になって、フォークランド危機のため、任務に就くことになった。
フォークランド諸島の所有を巡って、イギリスとスペインの緊張が高まり、イギリス海軍はあわただしく任官を行い、戦争を見据えて多くの艦を準備した。イングリスのかつての指揮官で、提督となっていたホルボーンは海軍卿でもあり、おそらくはイングリスにその艦の一つを手配することに関わっていたかと思われる。その艦は28門艦のリザードだった。しかしこの任命はわずかな期間だけだった。この領有問題にフランスの支援を受け損ねたスペインは、その後主張を取消し、戦争の危機は過ぎ去った。海軍はリザードを登録から外し、イングリスは半給生活に戻った。

## アメリカ独立戦争

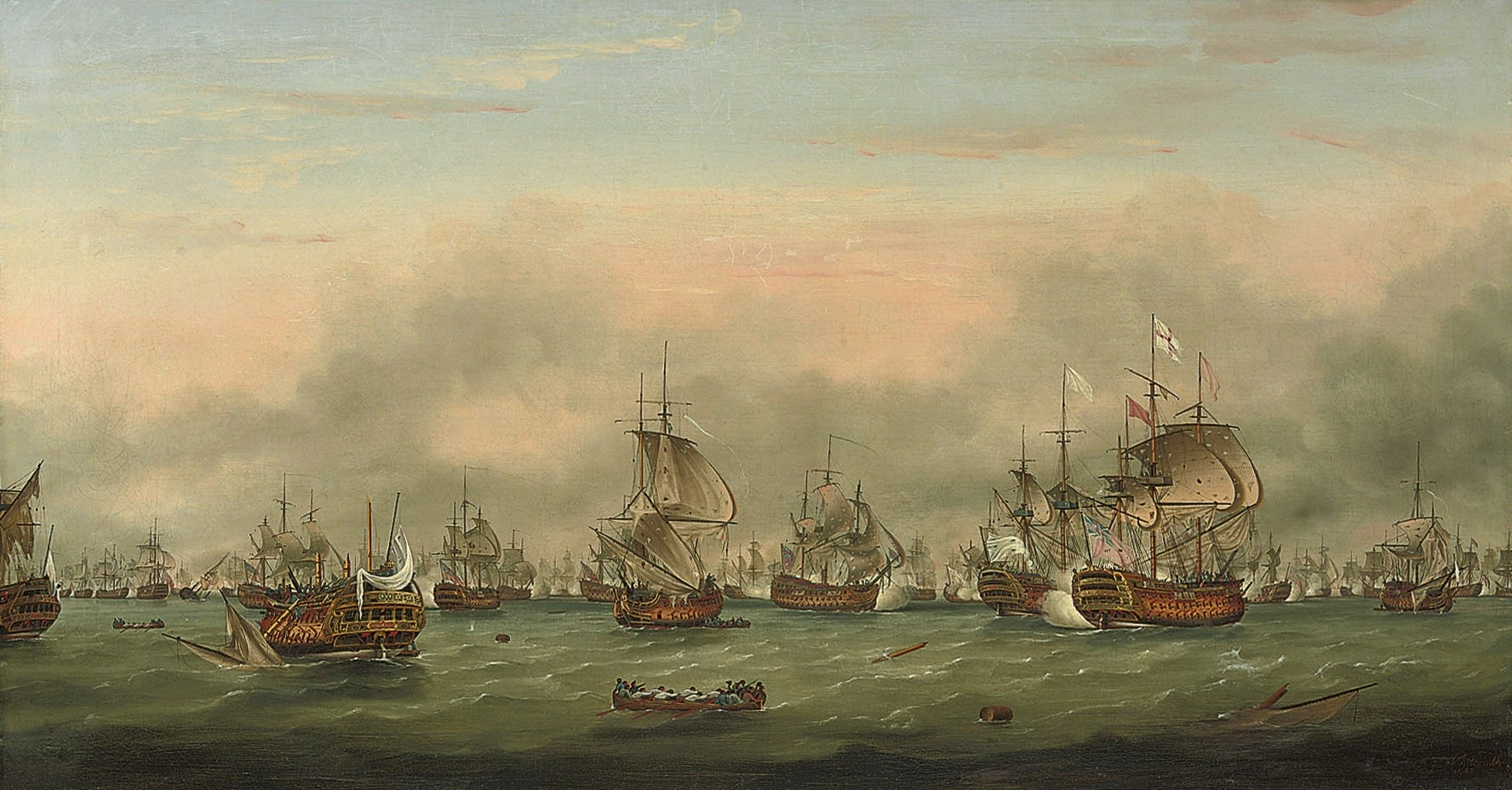
セインツの海戦
トマス・ミッチェル作

イングリスはまたしても、戦争勃発に助けられて海軍に戻った。1778年8月、50門砲のソールズベリーの指揮官となり、1779年の1月にジャマイカに向けて出港した。12月12日の夜明け、ホンジュラス湾を航海していたソールズベリーの視界に、大型船が飛び込んできた。イングリスはその船を追跡し、午後6時半、半日かかってその船を射程内に追い詰めた。この船はスペインの国旗を掲げており、両者の間で交戦が始まった。交戦は午後8時半まで続いたが、スペイン艦がメインマストを打ち抜かれた。多くの死傷者を出し、船体の損失も甚だしいスペイン艦は国旗をおろした。イングリスは1780年の夏までは、引き続き北アメリカ沖にいて、イギリスにその後引き返した。その年にソールズベリーは退役となった。

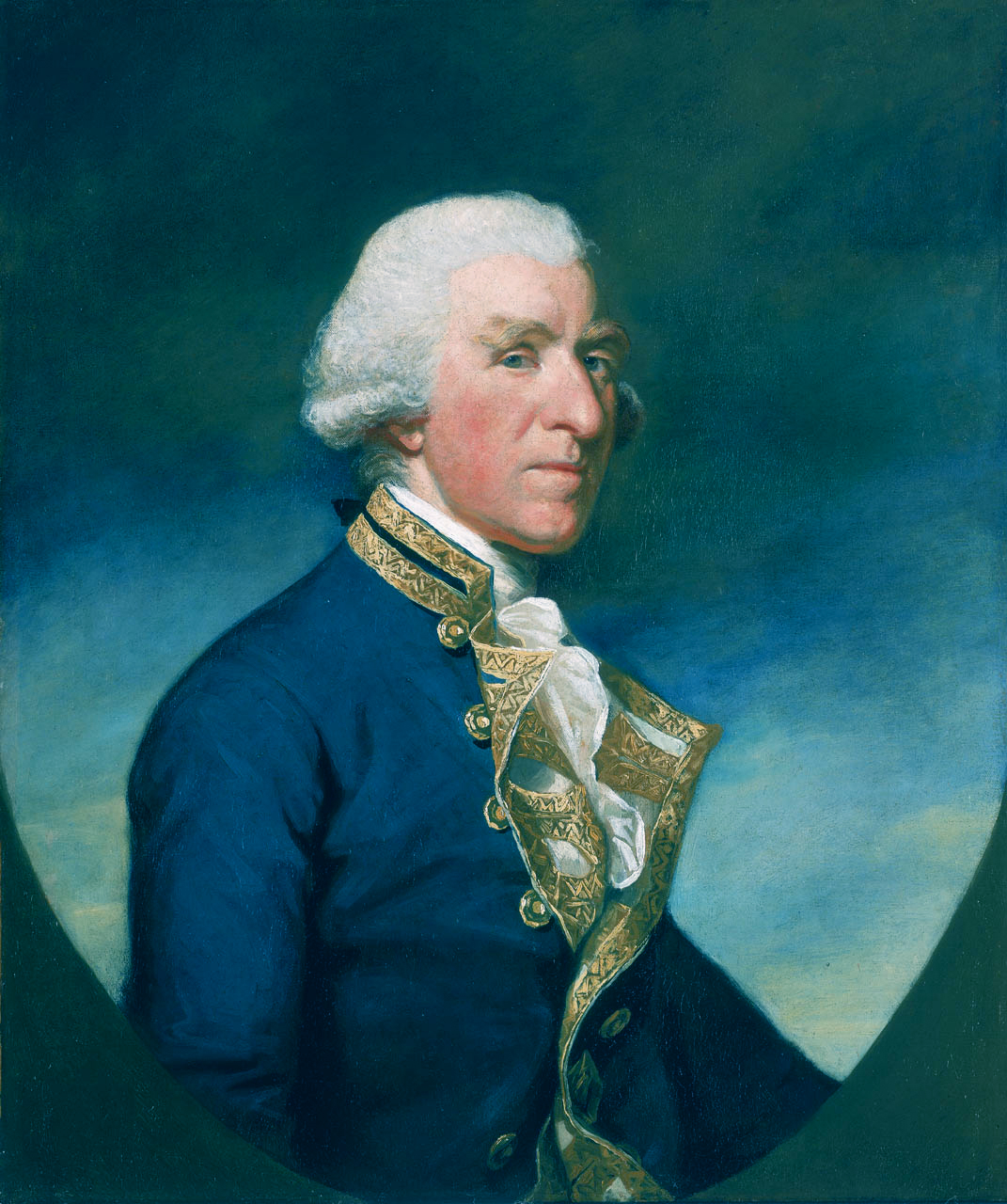
サミュエル・フッド

イングリスの次の任務は64門艦のセント・オールバンズの指揮で、1780年11月に指揮官に任命され、翌年4月に、海軍中将ジョージ・ダービーの艦隊と共に、ジブラルタル包囲戦に向かった。その年の終わりには、ダービーの戦隊と共に活動して、その後バルバドスのサミュエル・フッドの艦隊に合流すべくリーウォード諸島に派遣された。バルバドスの攻防に端を発するセントキッツの海戦の間にはフッドと任務に就いた、この時フッドはセントキッツ島を救援し、1782年1月25日と26日に行われた、グラース伯爵フランソワ・ジョゼフ・ポール・ド・グラースの攻撃を撃退する計画を立てた。4月9日、イングリスは再びフランスと交戦になり、フッドの艦隊はドミニカ海峡でグラースの艦隊と小競り合いになった。そして4月12日のセインツの海戦（フランスではドミニカ島の海戦と呼ばれる）で、イングリスのかつての上司で、提督のロドニー率いるイギリス海軍の主力艦隊が、フランス側の不運も味方してグラースの艦隊を完膚なきまでに叩きのめした。この交戦で、セント・オールバンズでは6人が負傷した。イングリスは1782年の7月末に、ロドニーの後継者であるヒュー・ピゴと北アメリカへ向かった。11月までには西インド諸島へ戻り、4隻から成る小艦隊を率いての航海を命じられた。この小艦隊は、セント・オールバンズ、64門艦のプルーデント、74門艦のマグニフィーセント、そしてスループ船のバルバドスから構成されており、2月12日にグロス・イスレット湾から、フランス軍のトライトン、アンフィオン、そして数隻のフリゲート艦がマルティニークに向かったといわれており、その調査のために派遣された。

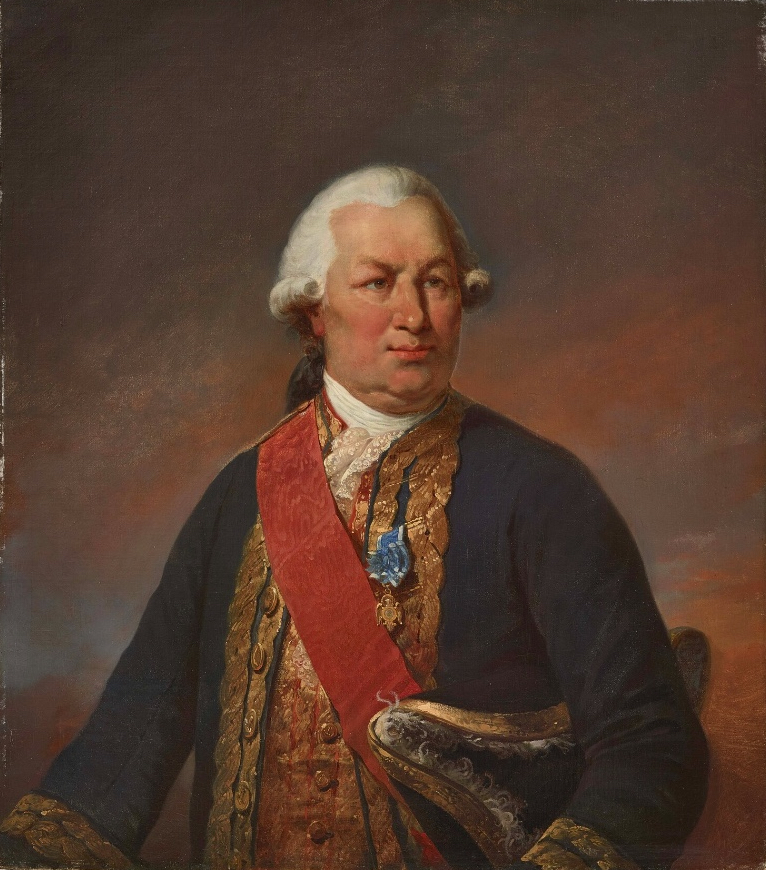
グラース伯フランソワ・ジョゼフ・ポール・ド・グラース

1783年2月15日、フリゲート艦コンコルドが、ロバート・リンゼー艦長率いるマグニフィーセントから見えた。午後6時には、マグニフィーセントはコンコルドにかなり接近していて、得体のしれないフリゲート艦であることを突き止めていた。日が沈んで、午後8時までには、艦尾の大砲から砲撃を開始した。マグニフィーセントはコンコルドに9時15分までには追い付き、その15分後、このフランス艦の旗を降ろさせた。コンコルドは拿捕された、この船には36門の大砲が積まれ、300人の人員が乗っていた。指揮官は勲爵士デュ・クレモールだった。降伏したほんのわずかな後に、コンコルドのメインマスト上の帆に火が付き、消火のため、乗組員は帆の切断を余儀なくされた。プルーデントとセント・オールバンズが2時間後にやって来て、マグニフィーセントはコンコルドをセントジョンズまで曳航した。コンコルドは後にイギリス海軍の軍艦コンコードとなった。

## 晩年
1783年7月に、イングリスはセント・オールバンズで帰国し、戦争終結に当たってこの艦を退役させた。その後海上での任務にはつかなかったが、年功序列に基づいて、1790年の9月21日、青色少将に昇進し、翌1791年の10月10日に、エディンバラ近郊の兄弟の屋敷で死去した。伝記作家のP.K.クリミンは、イングリスを「転がり込んだ運の恩恵にあずかったり、左右されたりすることのない、有能で役に立つ士官である」と評価している。イングリスが結婚していたかどうかの詳細はなく、ジョン・P・ウッズの"The Ancient and Modern State of the Parish of Cramond"には、未婚のまま死んだとあるが、実際には少なくとも一人息子がいて、やはりチャールズという名前であった。息子の方のチャールズは父の後を追って海軍に入り、フランス革命戦争とナポレオン戦争で任務に就き、1833年、ポストキャプテンの地位で死去した。